# Weiden-Gelbeule
Die Weiden-Gelbeule oder Violett-Gelbeule (Xanthia togata) ist ein Schmetterling (Nachtfalter) aus der Familie der Eulenfalter (Noctuidae).

## Merkmale

### Falter
Die Falter erreichen eine Flügelspannweite von 27 bis 30 Millimetern. Auf gelber Grundfarbe tragen sie braunrote bis violette Flecke und Bänder. Auffällig ist eine breite, violette Binde, die nahezu parallel zum Außenrand verläuft. Die Hinterflügel sind weißlich gefärbt. Stirn und Halskragen sind rotbraun, der Thorax ist gelb gefärbt.
Der Kopf ist nicht eingezogen, er ist wollig, zwischen den Fühlern etwas vorstehend behaart. Diese feine, gelbe Behaarung geht auf den Thorax über, in dessen vorderem Teil sich ein kleiner Längskamm mit einer nach oben gerichteten Spitze erhebt. Die Palpen sind bis auf das Endglied fein behaart. Dieses ist bei der Weiden-Gelbeule kurz im Vergleich zu den meisten anderen Arten der Gattung.

### Raupe
Die Raupe wird bis zu 25 Millimeter lang. Sie ist dunkelbraun mit zahlreichen kleinen, weißen Punkten. Das Nackenschild ist schwarz mit zwei weißen Streifen. Die hell gepunktete Rückenlinie ist nur schwach erkennbar.

### Ähnliche Arten
Die Weiden-Gelbeule ähnelt der Bleich-Gelbeule (Xanthia icteritia) und der Rotbuchen-Gelbeule (Xanthia aurago).

## Verbreitung und Lebensraum
Die Weiden-Gelbeule ist in der Holarktis beheimatet, das Verbreitungsgebiet umfasst ganz Europa und Zentralasien sowie Sibirien bis zum Ussuri. Die Art kommt auch in den USA und in Kanada in den ihr entsprechenden Lebensräumen vor.
Die Art ist auf Standorten, die mit Weiden oder Pappeln bewachsen sind, zu finden. Dazu zählen Waldränder, Auen, die Raine von Feuchtwiesen und Magerrasen sowie Moore, aber auch trocken-warme (xerotherme) Standorte, z. B. die Steinbrüche auf der Schwäbischen Alb, in denen die Sal-Weide gedeiht, oder die pannonisch beeinflussten Klimazonen Österreichs z. B. auf dem Bisamberg.

## Lebensweise
Die Falter sind nachtaktiv und werden von künstlichen Lichtquellen angezogen. Die Schmetterlinge fliegen je nach Region erst im Spätsommer oder Herbst. Sie sind univoltin, das heißt, sie bringen pro Jahr nur eine Generation hervor.
Die Weibchen legen ihre Eier meist in kurzen Reihen von bis zu zehn Stück auf Weidenzweigen, in der Vertiefung zwischen der Rinde und der Knospenschuppe einer Blüte ab, seltener auch auf Zitterpappeln. Die Eier sind nahezu kugelrund und nur im Bereich der Mikropyle abgeflacht. Die bräunlichen Raupen schlüpfen im zeitigen Frühjahr. Sie bohren sich in Weidenkätzchen und fallen danach mit diesem zu Boden. Die Raupen sind polyphag und können sich außer von Weiden- und Pappelblättern auch von anderen Futterpflanzen ernähren, meist wechseln sie zu krautigen Pflanzen über, beispielsweise zum Stumpfblättrigen Ampfer, zu Brombeeren oder zur Rauschbeere.
Die Verpuppung erfolgt wie bei den meisten Nachtfaltern in einem Kokon in der Erde. Verbunden ist damit ein relativ langes Ruhestadium von Ende Mai bis Ende August. Erst nach einem wochenlangen Präpupa-Stadium erfolgt die endgültige Verpuppung. Von Ende August bis Ende Oktober, manchmal auch noch bis Anfang November, fliegen die Schmetterlinge. Die adulten Schmetterlinge ernähren sich von Nektar und sind mit Honig oder zuckerhaltigen Säften anzulocken.
Die Raupen der Weiden-Gelbeule werden von vielen Schlupfwespenarten und einigen Arten der Raupenfliegen parasitiert.

## Gefährdung
Die Weiden-Gelbeule ist in Deutschland nicht gefährdet. Sie verliert aber nach wie vor viele Brutmöglichkeiten durch die Entwässerung von Feuchtbiotopen, Flussregulierungen und den Rückschnitt und die Entfernung von kommerziell nicht verwertbaren Weichhölzern durch die Forstwirtschaft.

## Taxonomie und Systematik
Die Weiden-Gelbeule hat ihren wissenschaftlichen Artnamen togata von der Toga, einem Bekleidungsstück im alten Rom, das als toga praetexta mit breiten Purpurstreifen eingefasst war. Erstbeschrieben wurde sie von Eugen Johann Christoph Esper in seinem in fünf Teilen in Erlangen herausgegebenen Sammelwerk Die Schmetterlinge in Abbildungen nach der Natur mit Beschreibungen. Die Beschreibung mit einer Abbildung befindet sich im Band IV. Das Typusexemplar aus der Sammlung Esper, die sich heute in der Zoologischen Staatssammlung München befindet, scheint verlorengegangen zu sein.
Die Art wird heute in die Unterfamilie Xyleninae gestellt, zuvor war sie in der Unterfamilie Cuculliinae. Frühere, aber nach den Regeln des ICZN nicht gültige Namen für Xanthia togata sind Xanthia lutea Ström, 1783 und Noctua flavago Fabricius, 1787. Von den sieben in Europa vorkommenden Xanthia-Arten gehört nur Xanthia togata zur Untergattung Xanthia (Xanthia).